# سقط جنین در یمن
قوانین سقط جنین در یمن تنها در صورتی مجاز شمرده می‌شود که جان زن باردار در خطر باشد، که این موضوع یمن را در میان کشورهایی با سخت‌گیرانه‌ترین مقررات سقط جنین در خاورمیانه و جهان قرار داده است. این محدودیت‌ها بازتابی از فرهنگ جامعه یمن است، جایی که به‌طور کلی سقط جنین پذیرفته‌شده نیست.
با این حال، درگیری‌های اخیر در یمن موجب افزایش تجاوز جنسی، قتل‌های ناموسی و سقط جنین‌های غیرایمن شده است. بر اساس مطالعات انجام شده توسط Canadian Studies in Population، نرخ سقط جنین‌های غیرایمن و غیرقانونی بسیار بالا بوده و می‌تواند سلامت زنان را با خطرات جدی مواجه کند.

## پیش‌زمینه
یمن یکی از پایین‌ترین رتبه‌ها را در شاخص توسعه انسانی دارد. بحران کنونی اقتصاد یمن موجب شده است که بخش قابل توجهی از جمعیت این کشور بیکار باشند و این امر منجر به کمبود نیازهای اساسی از جمله خدمات بهداشتی و آموزشی شده است. کمبود منابع مراقبت‌های بهداشتی مناسب در یمن، سلامت باروری زنان و همچنین ایمنی سقط جنین را تحت تأثیر قرار داده است.

## قانون‌گذاری

### تاریخچه
یمن یکی از کهن‌ترین مراکز تمدن در نزدیک شرق و جهان به‌شمار می‌رود. در زمینه سقط جنین در نزدیک شرق باستان، «نگرش‌ها … متفاوت بود» زیرا «قدیمی‌ترین متون پزشکی دربارهٔ انجام سقط جنین و نخستین قانون شناخته‌شده علیه سقط جنین از نزدیک شرق سرچشمه می‌گیرند». اطلاعات چندانی دربارهٔ دیدگاه‌ها و روش‌های سقط جنین در یمن باستان و نزدیک شرق وجود ندارد، اما برخی تاریخ‌نگاران می‌گویند که جنین‌ها به عنوان موجودات جداگانه با حقوق قانونی در نظر گرفته نمی‌شدند. همچنین، تاریخ‌نگاران عنوان می‌کنند که فرایندهایی که برای پایان دادن به بارداری‌ها انجام می‌شدند، اغلب به عنوان سقط جنین تلقی نمی‌شدند.
در زمان‌های باستان، زنان حقوق کمتری نسبت به مردان در نزدیک شرق داشتند؛ بنابراین، سقط جنین اغلب «از منظر حقوق زنان» مورد بررسی قرار نمی‌گرفت.

### قانون فعلی
قانون اساسی یمن دیدگاه یکسانی در مورد اینکه آیا زندگی از لقاح آغاز می‌شود یا از زمان تولد، ندارد. به همین دلیل، «قانون اساسی جمهوری یمن در سال ۲۰۰۱ لحظه‌ای که حقوق انسانی به صورت قانونی تأثیر می‌گذارند را مشخص نمی‌کند». قوانین تدوین‌شده توسط دولت یمن دربارهٔ حقوق کودکان می‌تواند شامل حال «جنین» و «کودک پس از تولد» شود. با این حال، ماده ۴ — در قانونی به نام «در حقوق کودک» (معروف به «قانون جمهوری یمن») که در ۲۲ سپتامبر ۲۰۰۲ منتشر شد — بیان می‌کند که «حق زندگی مطلق است و نمی‌توان آن را محدود کرد».
قانون مذکور، «در حقوق کودک»، تأکید دارد که یمن مسئول ارائه کمک‌های پزشکی به کودکان «در دوران بارداری، زایمان و پس از تولد» است. قوانین تدوین‌شده دربارهٔ حقوق کودکان می‌تواند شامل حال «جنین» و «کودک پس از تولد» شود. افزون بر این، بر اساس مواد ۱۴، ۱۵، ۲۰ و ۲۱ این قانون، «جنین حق دارد پس از تولد در ارتباطات خانوادگی با پدر و مادر قانونی خود قرار گیرد» و «انجام هر اقدامی که موجب تردید در رابطه خونی بین کودک و والدینش شود، ممنوع است».
بر اساس ماده ۲۳۹ قانون کیفری یمن (یا قانون مجازات) که در سال ۱۹۹۴ منتشر شده است، انجام سقط جنین بدون رضایت زن باردار منجر به مجازاتی به‌شکل «دیه جنین در ابتدا با یک‌دهم دیه کامل اگر جنین او در حال شکل‌گیری سقط شود یا در داخل شکم او بمیرد» خواهد شد.
علاوه بر این، طبق ماده ۲۴۰ قانون کیفری یمن، انجام سقط جنین با رضایت زن باردار منجر به «دیه جنین یا دیه کامل بسته به شرایط» می‌شود و در این صورت، زن حق مطالبه چیزی از آن دیه یا خسارت را ندارد. همچنین طبق ماده ۲۴۰، پزشک به دلیل انجام سقط جنین توافقی برای زن باردار مجازات نمی‌شود، مشروط بر اینکه برای نجات جان او باشد؛ اما هر دلیل دیگری، از جمله تجاوز، ممنوع است.